# Hélène Bourgeois Leclerc
Pour les articles homonymes, voir Leclerc.
Hélène Bourgeois Leclerc, née le 15 avril 1974 à Chicoutimi, est une actrice québécoise.
Elle est la petite-fille d'Arthur Leclerc, député provincial et médecin.

## Biographie
La famille d'Hélène Bourgeois Leclerc déménage à Aylmer lorsque celle-ci à trois ans. Elle fait ses études au collège Lionel-Groulx à Sainte-Thérèse. 
Elle est initialement connue du grand public pour son rôle dans la série Les Bougon, c'est aussi ça la vie! puis fait partie de la distribution de l'émission annuelle à sketches Bye Bye de 2010 à 2015. Elle incarne également durant plusieurs saisons, de 2016 à 2019, le personnage du sergent-détective Isabelle Roy dans la série à succès au Québec District 31, rôle pour lequel elle reçoit le prix Gémeaux du « meilleur premier rôle féminin » en 2019.
Depuis septembre 2013, elle est porte-parole avec Pierre-François Legendre de la fondation OLO.

## Filmographie

### Cinéma
- 2005 : Aurore de Luc Dionne : la marâtre, Marie-Anne Houde
- 2006 : À vos marques... party! de Frederik D'Amours : la professeure, Sylviane Lavoie
- 2008 : Le Grand Départ de Claude Meunier : Nathalie
- 2009 : Je me souviens d'André Forcier : Anita
- 2010 : Le Baiser du Barbu d'Yves P. Pelletier : Caro
- 2010 : The Trotsky de Jacob Tierney : la policière #2
- 2015 : La Guerre des tuques 3D de Jean-François Pouliot : François-les-lunettes (voix originale)
- 2016 : 9, le film, sketch Fuite de Ricardo Trogi : Sophie
- 2016 : Votez Bougon de Jean-François Pouliot : Dolorès Bougon
- 2017 : De père en flic 2 d'Émile Gaudreault : Marie-Claude

### Série télévisée
- 1995 : Bouledogue Bazar
- 1995 : 4 et demi…
- 2001 : Tribu.com : Rachel
- 2002 : Annie et ses hommes : Josée Rivard
- 2003-2009: 450, chemin du Golf : Frédérique
- 2004-2006 : Les Bougon, c'est aussi ça la vie! : Dolorès Bougon
- 2009 : Il était une fois dans le trouble : Psychologue de Jon
- 2010-2012 à la télévision : Mauvais Karma : Nathalie Bibeau
- 2010-2015 : Bye Bye : personnages variés
- 2011 : 30 vies : Vivianne Boudreau
- 2016-2019 : District 31 : Isabelle Roy, sergent-détective - crimes sexuels & délits familiaux
- 2019-2021 : Toute la vie : Tina Carpentier-Trudel, directrice de l’école Marie-Labrecque
- 2020 : Bye Bye 2020 : Dolores Bougon (apparation)

## Théâtre
- 2003 : Noces de tôle de Claude Meunier au Théâtre Jean-Duceppe
- 2008 : Construction de Pier-Luc Lasalle au théâtre du Rideau Vert
- 2013 : La Vénus au vison de David Ives au Théâtre Jean-Duceppe

## Prix
- Prix MetroStar 2005 de la « meilleure actrice féminine en téléséries » pour son rôle dans Les Bougon, c'est aussi ça la vie!
- Prix Artis 2006 et 2007 pour son rôle dans Les Bougon, c'est aussi ça la vie!
- Prix Gémeaux 2019 du « meilleur premier rôle féminin » pour son rôle dans District 31.